# Beta-oxidation
β-oxidation eller beta-oxidation betegner nedbrydningen af lipider gennem trinvis fraspaltning af acetyl coenzym A (acetyl-CoA). Navnet kommer af at fraspaltningen sker mellem fedtsyrens 2. og 3. carbonatom regnet fra enden med carboxylsyren (når man beskriver fedtsyrer, betegnes carbonatomerne med græske bogstaver, så 2. og 3. carbonatom kommer til at hedde hhv. alpha og beta). 
Processen finder hovedsageligt sted i mitokondrierne, men peroxisomer står for oxidationen af lange og forgrenede fedtsyrer. Når et peroxisom har reduceret antallet af carbonatomer i fedtsyren til otte, tager mitokondrierne over. 

## β-oxidation i mitokondrier
Inden selve β-oxidationen starter, er fedtsyren blevet optaget i mitokondriematrix og et enzym i mitokondriets indre membran har sat acetyl-CoA på fedtsyren. En forbindelse mellem fedtsyre og CoA kaldes generelt for acyl-CoA. β-oxidationen forløber således: 
1. Enzymet Acyl-CoA dehydrogenase katalyserer oxidationen af carbonatomerne β og γ ved samtidig reduktion af elektrontransporteren FAD til FADH2. Electron transfer flavoprotein (ETF) fragter FADH2 til elektrontransportkæden - som også befinder sig i mitokondriet - hvor FADH2 reoxideres til FAD. Carbonatomerne β og γ er nu forbundet med en dobbeltbinding og hele fedtsyreforbindelsen hedder Δ2-trans-Enoyl-CoA. Trin 2
2. Enzymet Δ2-trans-Enoyl-CoA hydratase adderer vand over dobbeltbindingen mellem β og γ. γ har nu en hydroxylgruppe (-OH) tilknyttet. Δ2-trans-Enoyl-CoA er blevet til L-3-hydroxyacyl-CoA.
3. Enzymet L-3-hydroxyacyl-CoA dehydrogenase katalyserer endnu en oxidation. Denne gang reduceres elektrontransporteren NAD+ til NADH + H+. Hydrogenatomerne kommer fra fedtsyrens carbonatom γ og den tilknyttede hydroxygruppe. Reaktion er en eliminationsreaktion og fører til at hydroxylgruppen på γ erstattes med en oxogruppe. NADH + H kan reoxideres til NAD+ i elektrontransportkæden. L-3-hydroxyacyl-CoA skifter navn til 3-ketoacyl-CoA. Trin 3
4. Enzymet thiolase spalter 3-ketoacyl-CoA i to dele. Den ene del er acyl-CoA (men en kortere udgave end den i trin 1), mens det andet produkt får påsat forbindelsen CoA-SH og bliver til acetyl-CoA. Trin 4

Acyl-CoA kan nu gennemløbe trinene 1-4 igen og igen, indtil fedtsyren kun har fire carbonatomer tilbage. Da slutter trin 4 med at 3-ketoacyl-CoA spaltes i to acetyl-CoA. Hvis fedtsyren ender med at have et ulige antal carbonatomer, kommer de sidste tre carbonatomer til at danne forbindelsen propionyl-CoA, igen først efter trinvis fraspaltning af acetyl-CoA. Acetyl-CoA kan gennemgå yderligere oxidation (ikke β-oxidation) i citronsyrecyklus. Hvis der nedbrydes meget fedtsyre, kan leveren alternativt omdanne acetyl-CoA til ketonlegemer, bl.a. acetoacetat.
Ketonlegemer kan forbrændes i væv uden for leveren, og specielt under længerevarende faste kan de komme til at dække en betragtelig del af kroppens energibehov. Således kan hjernen eksempelvis nå op på at hente 75 % af sin energi fra omsætningen af acetoacetat.
Ketoner er sure og kan i høje koncentrationer sænke blodets pH, så der indtræffer ketoacidose. Særligt hos ubehandlede diabetikere kan tilstanden udvikle sig potentielt livstruende.